# Pseudachorudina
Pseudachorudina är ett släkte av urinsekter. Pseudachorudina ingår i familjen Neanuridae.
Kladogram enligt Catalogue of Life:
| Pseudachorudina | \| \| Pseudachorudina brunnea \| \| \| \| \| \| Pseudachorudina osextara \| \| \| \| \| \| Pseudachorudina pacifica \| \| \| \| |
|                 | \| \| Pseudachorudina brunnea \| \| \| \| \| \| Pseudachorudina osextara \| \| \| \| \| \| Pseudachorudina pacifica \| \| \| \| |
|                 | Aethiopella |
|                 | |
|                 | Anurida |
|                 | |
|                 | Anuridella |
|                 | |
|                 | Australonura |
|                 | |
|                 | Ceratrimeria |
|                 | |
|                 | Crossodonthina |
|                 | |
|                 | Delamarellina |
|                 | |
|                 | Deutonura |
|                 | |
|                 | Forsteramea |
|                 | |
|                 | Friesea |
|                 | |
|                 | Gnatholonche |
|                 | |
|                 | Hemilobella |
|                 | |
|                 | Holacanthella |
|                 | |
|                 | Micranurida |
|                 | |
|                 | Morulina |
|                 | |
|                 | Neanura |
|                 | |
|                 | Oudemansia |
|                 | |
|                 | Paleonura |
|                 | |
|                 | Paranura |
|                 | |
|                 | Platanurida |
|                 | |
|                 | Pratanurida |
|                 | |
|                 | Pseudachorutella |
|                 | |
|                 | Pseudachorutes |
|                 | |
|                 | Quatacanthella |
|                 | |
|                 | Zealandmeria |
|                 | |
|                 | Zelandanura |
|                 | |
|                 | Pseudachorudina brunnea |
|                 | |
|                 | Pseudachorudina osextara |
|                 | |
|                 | Pseudachorudina pacifica |
|                 | |

|  | Pseudachorudina brunnea  |
|  |                          |
|  | Pseudachorudina osextara |
|  |                          |
|  | Pseudachorudina pacifica |
|  |                          |